# بيسكيناس
بيسكيناس، (بالإنجليزية: Piscinas)‏، هي بلدية في مقاطعة جنوب سردينيا، في إقليم سردينيا الإيطالي، وتقع على بعد حوالي 40 كم (25 ميل) جنوب غرب كالياري، وحوالي 15 كم (9 ميل) جنوب شرق كاربونيا، في منطقة سولسيس إجليسينتي التقليدية دون الإقليمية. تقع بيسكيناس على حدود البلديات التالية: جيبا، ماسايناس، سانتادي، تيولادا، تراتالياس، فيلابروكيو.

## السكان
في سنة 1861 بلغ عدد السكان 639 نسمة، وتطور العدد ليصل في سنة 2011 لـ 872 نسمة.
يظهر هذا المخطط البياني تطور النمو السكاني لـ بيسكيناس